# Solenobia edelstoni
Solenobia edelstoni är en fjärilsart som beskrevs av Embrik Strand 1929. Solenobia edelstoni ingår i släktet Solenobia och familjen säckspinnare. Inga underarter finns listade i Catalogue of Life.